# NGC 4572
NGC 4572 ist eine Spiralgalaxie vom Hubble-Typ S im Sternbild Draco am Nordsternhimmel. Sie ist schätzungsweise 105 Millionen Lichtjahre von der Milchstraße entfernt und hat einen Durchmesser von etwa 45.000 Lj.
Im selben Himmelsareal befindet sich u. a. die Galaxie NGC 4589.
Das Objekt wurde am 10. Dezember 1797 von Wilhelm Herschel entdeckt.